# Draconanthes bufonis
Draconanthes bufonis är en orkidéart som först beskrevs av Carlyle August Luer och Alexander Charles Hirtz, och fick sitt nu gällande namn av Carlyle August Luer. Draconanthes bufonis ingår i släktet Draconanthes och familjen orkidéer. Inga underarter finns listade i Catalogue of Life.